# John Murphy (politico statunitense)
John Murphy (Columbia, 1º gennaio 1785 – Contea di Clarke, 21 settembre 1841) è stato un politico statunitense. Fu il quarto governatore dell'Alabama dal 1825 al 1829.